# پوخلارن
پوخلارن (به آلمانی: Pöchlarn) یک شهر و شهرک با حقوق شهرک و روستای سابق در اتریش است که در ناحیه ملک واقع شده‌است. پوخلارن ۴٬۳۱۷ نفر جمعیت دارد.

## خواهرخوانده
شهر ریدلینگن خواهرخواندهٔ پوخلارن هست.